# Zernierung
Zernierung, auch Cernierung (frz. cerner ‚umzingeln‘), ist die Einschließung einer Örtlichkeit, insbesondere einer Festung oder einer Insel, mit Truppen und deren damit bewirkte Absperrung nach außen. Die Zernierung pflegt der Belagerung vorauszugehen. Zuweilen beschränkt sich der Angreifer auf eine reine Zernierung, um den Platz auszuhungern. Zernierungslinie nennt man die Linie rund um die Festung, in welcher das Zernierungskorps steht. Man sichert sie durch Verschanzungen, früher selbst durch eine zusammenhängende Zirkumvallationslinie.
Geostrategisch kann mit Zernierung auch die Umzingelung eines Landes durch Nachbarn mit divergierenden Interessen beschrieben werden. Diese Politik hat z. B. Frankreich nach dem Ersten Weltkrieg verfolgt: Das Deutsche Reich sollte durch eine machtpolitische Zernierung politisch-militärisch eingehegt werden durch die Entente zwischen dem Vereinigten Königreich und Frankreich im Westen und die Kleine Entente (Tschechoslowakei, Jugoslawien und Rumänien) sowie dem wiedererstandenen Polen im Osten.